# Estefanía Pozzo
Estefanía Pozzo (Córdoba, Argentina, 1983) es una periodista y autora argentina, especializada en economía y finanzas, reconocida por su enfoque feminista. Desde 2022 es directora del periódico Buenos Aires Herald.

## Carrera profesional

### Formación y docencia
Es licenciada en Comunicación Social por la Universidad Nacional de Córdoba, magíster en Periodismo por la Universidad de San Andrés y maestranda en Finanzas por la Universidad Torcuato Di Tella. Además de su trabajo en medios de comunicación, se desempeña como docente en la Facultad de Ciencias Sociales de la Universidad de Buenos Aires.

### Actividad periodística
En su trayectoria, ha trabajado en algunos de los medios gráficos más importantes de Argentina en su especialidad, como Ámbito Financiero y El Cronista Comercial, redacción en la que trabajó durante 8 años. También ha colaborado en medios internacionales como The New York Times y The Washington Post, que en 2021 la nombró como columnista de Post Opinión, su sección en español.
En el ámbito de la radio y la televisión, fue columnista en el canal de noticias C5N y desde 2016 fue coconductora del programa informativo A los botes, emitido por la radio online Futurock.

Desde 2024 forma parte del panel del programa diario «Argenzuela» de C5N. 
A fines de 2012, comenzó a trabajar en un proyecto editorial enfocado en la carrera profesional del histórico sonidista y productor discográfico del rock argentino Mario Breuer. 'Rec & Roll. Una vida grabando el rock nacional' fue escrito durante tres años a la par entre Pozzo y las periodistas Cocó Muro y Mariel Breuer, su hija, y fue publicado en 2017. En 2022, Pozzo publicó el primer libro de su autoría, 'Es la economía, vos no sos estúpida', un libro de divulgación sobre finanzas.

### Reconocimientos
Pozzo ha sido galardonada por sus coberturas periodísticas sobre temas económicos y por su contribución a la reducción de las brechas de género. Entre ellos se encuentran el Premio Periodismo Económico-Financiero del Consejo Profesional de Ciencias Económicas de la Ciudad de Buenos Aires y el Premio Lola Mora, otorgado por la Dirección de la Mujer del Gobierno de la Ciudad de Buenos Aires.

## Libros
- Es la economía, vos no sos estúpida – Ediciones Paidós, 2022. ISBN: 978-950-12-0462-9
- Rec & Roll - Una vida grabando el rock nacional - Aguilar, 2017. ISBN-13: 978-9877351811 (coescritora)